# Tetrafluoroboritan stříbrný
Tetrafluoroboritan stříbrný je anorganická sloučenina se vzorcem AgBF4. Jedná se o bílou pevnou látku rozpustnou ve vodě a polárních organických rozpouštědlech.

## Příprava
Tetrafluoroboritan stříbrný se připravuje reakcí fluoridu boritého s oxidem stříbrným za přítomnosti benzenu.

## Použití
V anorganické a koordinační chemii se tetrafluoroboritan používá jako reaktant, například v dichlormethanu jej lze použít jako oxidační činidlo. Podobně jako hexafluorofosforečnan stříbrný může být použit k nahrazení halogenových atomů či ligandů nekoordinujícími tetrafluoroboritanovými anionty, přičemž se vysráží příslušný stříbrný halogenid.